# Антонян, Арташес Саркисович
Арташес Саркисович Антонян — белорусский спортивный комментатор, радиоведущий, телеведущий, армянского происхождения. В настоящее время — комментатор спортивного телеканала «Setanta Sports». Ранее работал на телеканалах «Россия-2», «Спорт 1», «Спорт 2», «ОНТ», «Беларусь 5», на телеканале и радио «Комсомольская правда», а также на радиостанциях Спорт FM (вел ежедневную программу «Экстремальный парк»), «Радио ОНТ», «Радио Би-Эй» и «Радио Брест».

## Биография
Родился 12 июля 1981 года.